# Lakeland (Tennessee)
Lakeland – miasto w Stanach Zjednoczonych, w stanie Tennessee, w hrabstwie Shelby.